# Carex bonplandii
Espèce
Classification phylogénétique
Carex bonplandii est une espèce de plantes du genre Carex et de la famille des Cyperaceae.